# Cerro La Gloria
El Cerro La Gloria es una formación montañosa ubicada en el Municipio Ezequiel Zamora en el extremo norte del estado Cojedes, Venezuela. A una altitud promedio de 702 m s. n. m., el Cerro La Gloria es una de las montañas más altas en Cojedes.

## Ubicación
El Cerro La Gloria es el punto más elevado de la Fila San Lorenzo, al norte de la ciudad de Tinaco. Colinda hacia el sur con el Cerro San Francisco y la ruta La Sierra al norte del sector Nuevo Mundo (452 m s. n. m.) y el puente Los Chupones (320 m s. n. m.). Hacia el norte se continúa por la Fila de Las Brisas, límite del estado Yaracuy.